# Joaquín Sorolla García îmbrăcat în alb
Joaquín Sorolla García îmbrăcat în alb este o pictură în ulei pe pânză din 1896 a pictorului spaniol Joaquín Sorolla.
Tabloul face parte din colecția Muzeului Sorolla din Madrid, Spania. A fost pictat în 1896 și are dimensiunile de 85 × 65 cm. În 1951, fiul pictorului, Joaquín Sorolla García, a donat tabloul Fundației Muzeului Sorolla, continuând practica părinților săi de a susține muzeul.

## Descriere
Tabloul este portretul unui băiat, fiul pictorului, Joaquín Sorolla García. Este văzut stând pe o canapea de lemn, îmbrăcat într-o rochie albă (un costum alb cu mâneci întregi), pozând pentru pictură, brațul stâng se sprijină pe cotieră, în timp ce mâna dreaptă se sprijină pe picioare. Portretul este făcut mai luminos de perdeaua colorată de culoare gri, mov și maro deschis din fundal.
Aceasta nu a fost prima dată când Joaquín Sorolla a pictat membri ai familiei sale. El realizase înainte multe portrete ale familiei sale, cum ar fi cel al soției sale, Clotilde García del Castillo și chiar al strămoșilor săi. Fiul său Joaquin apare, de asemenea, de exemplu, în portretul Mi familia, alături de soția sa Clotilde și de fiicele sale María și Elena. În anul 1917, a pictat din nou un portret al fiului său acum adult, Joaquín Sorolla García, intitulat Joaquín Sorolla García sentado, care a fost expus la Muzeul Sorolla. Un alt portret al fiului său a fost Joaquín Sorolla García y su perro.